# Nerone (Boito)
Pour les articles homonymes, voir Nerone (homonymie).
Nerone est un opéra en quatre actes composé par Arrigo Boito, sur un livret en italien écrit par le compositeur. L'œuvre représente une série de scènes de la Rome impériale à l'époque de l'empereur Néron illustrant les tensions entre la religion impériale et le christianisme. L'opéra se termine par le Grand incendie de Rome. Boito est mort en 1918 avant d'avoir terminé son travail.

## Contexte
Arrigo Boito est connu comme compositeur de l'opéra Mefistofele, le seul opéra de Faust, en dehors de la version de Gounod, à avoir réussi à s'imposer sur les scènes d'opéra. Il est également connu comme librettiste et traducteur. Il a écrit des livrets pour plusieurs compositeurs italiens, en premier lieu Verdi (Otello, Falstaff), mais aussi Ponchielli (La Gioconda) et Faccio (Amleto). Il a traduit Der Freischütz de Weber et Rienzi de Wagner. Boito a travaillé sur le sujet à partir de 1862, avant même d'avoir terminé Mefistofele.
L'artiste et son frère faisaient partie du groupe Scapigliatura, dont le nom fait allusion à des cheveux froncés ou ébouriffés. Ce groupe d'artistes lombards, qui a existé entre 1860 et 1880, se caractérisait par une protestation anti-bourgeoise, une résistance à la rhétorique du Risorgimento et une critique de l'Église et de la religion. En revanche, l'amour sensuel et le "mal" étaient glorifiés. C'est donc logiquement que l'opéra de Faust de Boito porte le nom du diable, que le personnage central de l'Otello de Verdi est le méchant Iago et que l'empereur romain, célèbre pour sa cruauté, s'est proposé comme sujet d'opéra de la Scapigliatura.
Nerone n'était certes pas le premier ni le dernier opéra consacré à la vie et à l'œuvre de l'empereur romain. On peut citer au moins trois œuvres, le Nero de Georg Friedrich Haendel (Hambourg, 1705), le Néron d'Anton Rubinstein (Hambourg, 1879) et le Nerone de Pietro Mascagni (Milan, 1935). Aucune de ces œuvres n'a pu s'établir durablement à l'affiche des opéras.

## Historique
Depuis que Boito a commencé à composer en 1875, peu de temps après la première représentation de la deuxième version à succès de Mefistofele, le livret de Nerone devait être terminé à ce moment-là. On sait que Verdi s'est intéressé au sujet et a encouragé et rassuré Boito. Boito était près de Verdi dans les dernières heures de sa vie. L'année de sa mort, 1901, le livret de Nerone a été publié et il a été largement salué. Outre Verdi, l'éditeur Giulio Ricordi a également tenté de convaincre le compositeur de la qualité de son travail. Par exemple, l'éditeur lui a écrit que Nerone était prêt à être joué même sans l'acte V. En juillet 1911, Boito joua les quatre premiers actes au piano pour Ricordi et ce dernier convainquit le compositeur d'autoriser à présenter l'œuvre pour la première mondiale à La Scala. Cela était prévu pour l'hiver 1911-1912, mais Ricordi est décédé et la première a été reportée. En 1913, le compositeur a parlé à Enrico Caruso de la reprise du rôle titre et le chanteur de renommée mondiale a accepté, mais pour une représentation à New York. Encore une fois, le doute de Boito l'a emporté. Boito a repris une nouvelle fois des parties entières, a rejeté des passages déjà terminés et les a retravaillés. En 1916, il a retiré à nouveau le Nerone - maintenant pour une révision de l'ensemble du premier acte. Mais la mort l'a surpris en 1918.
Au moment de la mort de Boito, qui avait travaillé sur le sujet pendant soixante ans, l'orchestration des trois premiers actes était achevée, mais certaines parties de l'acte IV étaient encore à l'état d'écriture
. 
Toscanini a proposé à Antonio Smareglia de terminer l'opéra laissé inachevé par le grand écrivain et artiste d'opéra de Padoue. Ayant accepté cette mission, le compositeur, après avoir achevé l'œuvre, en a été inexplicablement privé et chassé, sans explications, par Toscanini lui-même. Une explication plausible serait que Smareglia aurait exposé des doutes sur la validité effective de l'œuvre au chef d'orchestre au caractère coléreux et dictatorial. Toscanini a fait ensuite terminer l'œuvre par Vincenzo Tommasini. La première mondiale a eu lieu à La Scala le 1er mai 1924, obtenant un grand succès pour l'époque. Par la suite l'opéra a été très rarement joué. 
La réduction pour piano a été faite par Ferrucio Calusio (en) (1889-1983). Les parties vocales ont été publiées en 1924, la partition complète en 1925.
Boito avait également écrit une version en prose, en cinq actes, qui représentait son premier objectif, avec un acte final qui est absent dans l'opéra. Dans cet acte, Néron souffre d'une dépression psychologique en récitant l'Oreste, après l'apparition du fantôme d'Agrippina. On retrouve les idées de la scène d'ouverture du drame dans laquelle Néron essaie d'apaiser les mânes et la colère de sa mère. Cet acte, initialement présent dans le livret, a été abandonné sur les conseils de Ricordi.
En 1948, Toscanini dirigea à nouveau l'œuvre à la Scala. Il existe un enregistrement de cette mise en scène. L'opéra a également été représenté à plusieurs reprises par l'Opéra de Rome, d'abord pour l'inauguration de l'opéra en mars 1928, puis en décembre 1945 sous la direction de Gabriele Santini, juste après la chute des régimes totalitaires d'Hitler et de Mussolini, et enfin une nouvelle fois en été 1950, en plein air, dans les thermes de Caracalla.
La première aux États-Unis a eu lieu le 12 avril 1982, interprétée en version de concert par l'Opera Orchestra of New York au Carnegie Hall.
Il existe une traduction allemande d'Ernst Lert, Stuttgart (1928), qui suggère que l'œuvre y a été jouée à l'époque. L'opéra était à l'affiche du Festival de Brégence 2021, mis en scène par Olivier Tambosi (en) et dirigé par Dirk Kaftan (en). Le rôle-titre était interprété par le ténor mexicain Rafael Rojas.

## Rôles
| Personnages                                                                | Voix          | Milan, 1er mai 1924 Teatro alla Scala | Rome, 3 mars 1928 Teatro dell'Opera |
| -------------------------------------------------------------------------- | ------------- | ------------------------------------- | ----------------------------------- |
| Nerone                                                                     | ténor         | Aureliano Pertile                     | Giacomo Lauri-Volpi                 |
| Simon le Magicien                                                          | baryton       | Marcel Journet                        | Carmelo Maugeri                     |
| Fanuèl, un chrétien                                                        | baryton       | Carlo Galeffi (en)                    | Benvenuto Franci                    |
| Asteria                                                                    | soprano       | Rosa Raisa (en)                       | Bianca Scacciati                    |
| Rubria, une jeune chrétienne                                               | mezzo-soprano | Luisa Bertana (es)                    | Luisa Bertana                       |
| Tigellino, prétorien                                                       | basse         | Ezio Pinza                            | Ernesto Dominici                    |
| Gobrias, jeune serviteur du temple                                         | ténor         | Giuseppe Nessi (en)                   | Luigi Cilla                         |
| Dositèo, serviteur âgé du temple                                           | baryton       | Carlo Walter                          | Seri Silvio                         |
| Perside                                                                    | soprano       | Mita Vasari                           | Debora Fambri                       |
| Cerinto                                                                    | alto          | Maria Doria                           | Tosca Ferroni                       |
| Prêtres, serviteurs du temple, promeneurs, crieurs publics, peuple de Rome |               |                                       |                                     |
| Chef d'orchestre                                                           |               | Arturo Toscanini                      | Gino Marinuzzi                      |

## Argument

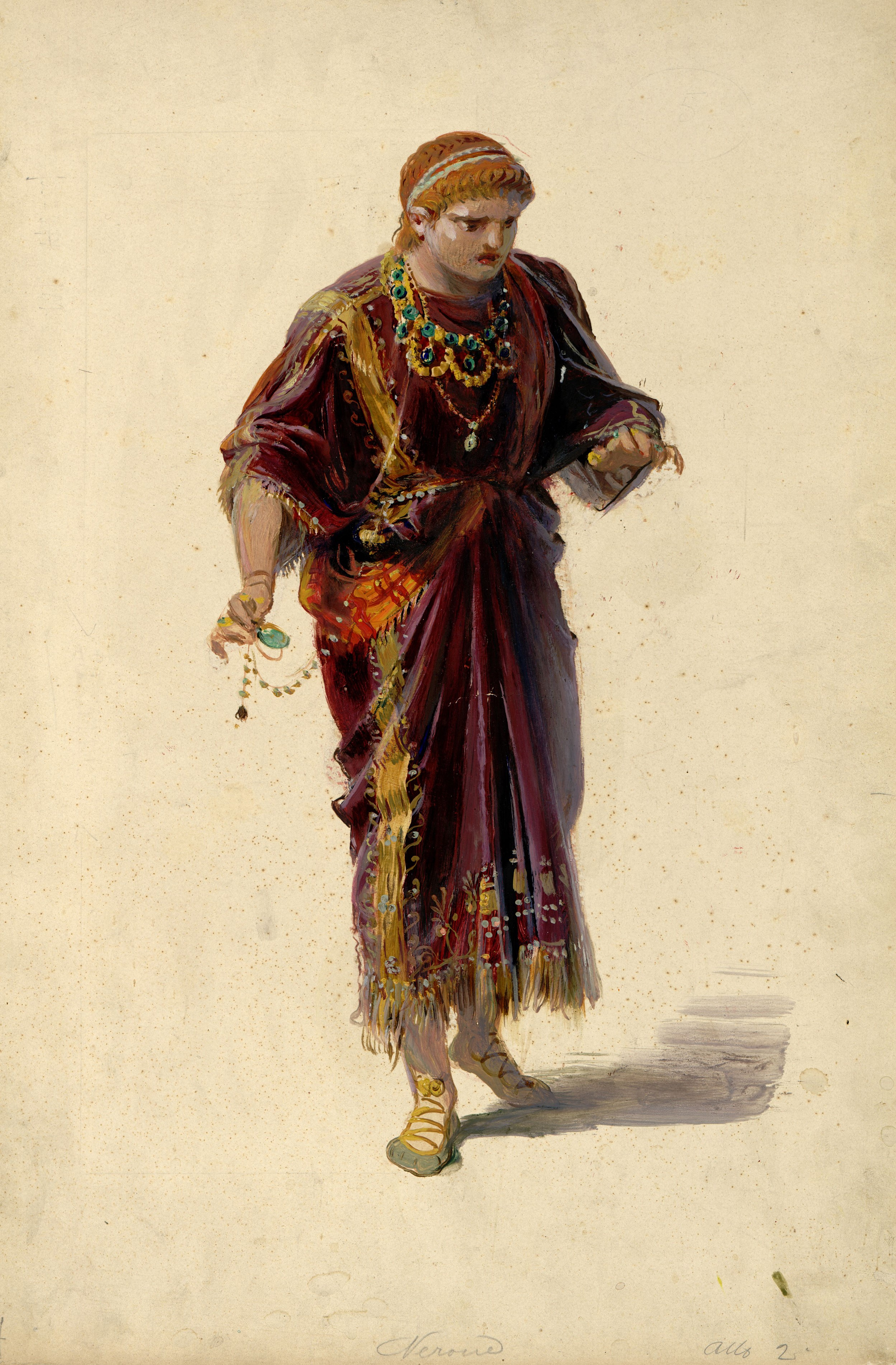
Nerone, costume pour Nerone acte 2 (1924).

### Acte I
Sur la Via Appia. Nuit brumeuse.
Simon le Magicien et Tigellino ont creusé une tranchée et attendent Néron. Pendant la scène, on entend à l'arrière-plan différents chants de promeneurs « Canto d'amor », dont l'exclamation : « Néron matricide ».
Néron arrive, haletant de peur, portant l'urne contenant les cendres d'Agrippine. Il se croit poursuivi par les Érinyes, ces terribles divinités vengeresses, qui tourmentent les matricides. Une fois de plus, on entend l'exclamation. Mais Tigellino tente de le rassurer : « Le chant d'un ivrogne ». Il conduit Néron au centre de la tranchée creusée, où celui-ci dépose l'urne. Néron appelle Simon, pour qu'il le protège par son art de la malédiction qui poursuit un matricide. Partout, il voit les Érinyes et le fantôme de sa mère. Simon le rassure : ce sont les personnes non-enterrées qui émettent de telles ombres. Tigellino explique qu'il montera la garde pendant la cérémonie.
Néron se lance alors dans un discours théâtral dans lequel, dernier d'une famille tragique, il s'implique de plus en plus dans le rôle que - croit-il - le destin lui a attribué. Il se sent comme Oreste et sa Tauride est Rome.
Tigellino l'exhorte au calme, un groupe de gladiateurs passe. Néron redevient anxieux. Simon l'aide à sortir de la fosse, rebouche la fosse et, sur ordre de Néron, cache la bêche. Puis il recouvre Néron d'un voile, après quoi celui-ci appelle à nouveau à l'aide. Simon lui ordonne : « Agenouille-toi et dis 'Amen ».
Il lui donne ensuite une tasse de sang qu'il doit verser dans la tombe.
À ce moment-là, un personnage apparaît avec une torche et un serpent autour du cou. Une fois de plus, Néron pousse un cri, voyant en celle-ci une déesse de la vengeance. Deux randonneurs passent par là et reconnaissent Tigellino. Celui-ci saisit Nero et s'enfuit avec lui.
Simon garde la tête froide et demande à la silhouette qui elle est. Il s'avère qu'il s'agit d'Asteria, amoureuse de Néron, dont elle ne tarit pas d'éloges (« È il mio nume! ») et qu'elle poursuit depuis un certain temps. Il promet de l'aider.
Elle lui montre alors la crypte dans laquelle elle se cache et d'où part un passage secret menant à une tombe de chrétiens. Simon la met encore en garde contre la cruauté de Néron, puis il descend dans la crypte.
Rubria, une chrétienne, vient dire un Notre Père (« Padre Nostro ») sur une tombe. Lorsqu'Astéria, d'abord impressionnée par la prière, se manifeste, Rubria lui remet une partie des fleurs. Toutes deux saupoudrent la tombe. Mais après la dernière fleur, Astéria fuit le "charme" de la prière. Elle cherche un autre dieu.
Après la disparition d'Asteria, Fanuel, un jeune chrétien, fait son apparition. Il veut prendre congé parce qu'il a une mission. Rubria parle d'un péché qu'elle ne peut expliquer plus en détail, car Simon surgit soudain de la crypte. Fanuel soupçonne une embuscade et envoie rapidement Rubria avertir les chrétiens, puis il s'adresse à Simon. Celui-ci lui fait un long discours sur l'Empire romain finissant sous le matricide Néron. Croyant à un pouvoir magique des chrétiens, il veut faire de Fanuel un prophète et un roi. Mais Fanuel le maudit, ce qui amène ce dernier à le déclarer ennemi juré. Tous deux quittent le lieu dans des directions différentes.
Le jour se lève. Néron et Tigellino reviennent. Anxieux, Néron demande si personne ne les a suivis. Puis il explique qu'il veut s'enfuir. En tant qu'artiste, tel qu'il se voit, il trouvera partout une patrie. Tigellino, qui, comm favori de Néron, craint pour sa propre carrière, tente de l'en dissuader. Néron n'a rien à craindre, le Sénat a cru qu'il avait tué Agrippine en état de légitime défense. Mais Néron continue de douter.
Des voix se font alors entendre au loin. Tigellin informe Néron qu'il a annoncé son retour au peuple de Rome pour le sauver. Néron se met en colère et se cache de la foule qui arrive. Une grande partie du peuple afflue sur la scène. Ce n'est qu'après quelques hésitations que Néron se présente au peuple qui l'acclame et veut l'emmener en triomphe à Rome (Fortuna a fronte! - La chance est devant !).

### Acte II
Dans le temple souterrain de Simon le Magicien, divisé par un rideau entre le Sacrario (sanctuaire) et la Cella (espace pour le peuple).
La cella est remplie de gens de toutes les couches sociales. Par une fente du rideau, Simon fait une démonstration de "miracle" avec un calice en or. Après un bref éclair qui illumine la scène, du sang s'écoule du calice dans un bassin tenu par deux prêtres en dessous. Le Sacrario se remplit de fumée et le rideau se referme. Dositeo annonce que le "miracle" est accompli et les fidèles vénèrent Simon. Dositeo invite à donner de l'argent et Gobrias entonne un hymne. Dositeo invoque quelques dieux "spéciaux" (par exemple Proarche, Logos, Ecclesia, etc.). Puis ils disparaissent tous deux derrière le rideau et les fidèles continuent l'hymne.

Derrière le rideau, Simon s'amuse de ce stupide troupeau de fidèles qui hurlent des hymnes et Gobrias se délecte du vin des offrandes tandis que les prêtres appellent au calme. Pendant ce temps, dehors, les bols d'offrandes se remplissent de pièces sonnantes et trébuchantes et à l'intérieur, on continue à plaisanter. Simon : « Priez seulement, vous les fidèles, derrière l'autel, l'augure rit ».

Lorsque le silence se fait à l'extérieur, Simon envoie Gobrias renvoyer les fidèles. La cella se vide.
Pendant ce temps, Simon ordonne à Dositeo de jouer à l'oracle. Il ordonne aux autres d'éteindre les lumières du Sacrario, à l'exception de la flamme de l'autel et du bassin de charbon. On attend Néron.
Celui-ci, accompagné de Tigellino et d'autres prétoriens, entre dans la cella désormais obscurcie. Pendant ce temps, Asteria entre derrière le rideau et reçoit de Simon l'ordre de se tenir immobile sur l'autel et de jouer une déesse.

Dans la cella, Néron chante un hymne à la déesse Astéria. Simon entre ensuite dans la cella et demande à Néron de pénétrer dans le sacrario  (« Su quell'altare - Sur cet autel  »). Il lui donne encore quelques instructions et le laisse seul.

Néron découvre Astéria et se prosterne devant elle (Ecco, la Dea si china - Ici, la Déesse se penche). Celle-ci - toujours figée - lui demande d'une voix faible de se lever et d'attendre. Néron devient de plus en plus exalté. C'est alors que la voix de l'oracle l'appelle. Toute lumière s'éteint. Astéria descend de l'autel, s'approche de Néron, se blottit contre lui et ils s'embrassent tandis que l'oracle demande plusieurs fois à Néron de s'enfuir. Néron comprend qu'il s'agit d'une femme et se sent espionné. Il arrache la flamme de l'autel et l'enfonce dans la bouche de l'oracle, derrière lequel se tient Dositeo. Ce dernier, vêtements et barbe en feu, se précipite derrière l'oracle. Néron croit avoir attrapé Simon, mais doit se rendre à l'évidence : c'est Dositeo. Il fait appel aux prétoriens. Dositeo est emmené à l'extérieur. Comme Néron soupçonne que Simon se cache encore ici, il fait tout fouiller. Les machines de théâtre, toute l'escroquerie de Simon est mise à jour. Néron lui-même détruit les dieux qui se trouvent dans le temple.
Puis les prétoriens amènent Simon. Néron le condamne en ricanant à montrer ses prouesses aériennes du haut de la tour du Circus Maximus.

Asteria est également saisie, elle doit être jetée aux serpents du terrarium de Néron. Elle déclare qu'elle ne mourra pas. « Nous verrons bien », répond Néron.

Maintenant que les dieux sont détruits, Néron déclare que l'autel lui appartient. Il se rend sur ses marches et prenant la lyre, commence à chanter. Le rideau tombe.

### Acte III
Un jardin dans les environs de Rome. Le soleil se couche.
Les chrétiens sont réunis autour de Fanuel, qui chante avec eux les Béatitudes du Sermon sur la montagne.
Rubria arrive avec d'autres jeunes filles. Elle porte une lanterne et les autres apportent des fleurs. Elles veulent veiller la nuit comme les vierges sages de la parabole de Jésus. Pendant qu'elles attachent les fleurs, elles chantent une chanson qui se termine par les mots amour, foi et espérance.
Entre les arbres de l'oliveraie apparaît une silhouette en haillons. Les chrétiens qui croient voir un fantôme - à l'exception de Fanuel et Rubria - s'enfuient.

C'est Asteria, qui a échappé aux serpents. En gémissant et en prononçant des paroles arrachées, elle demande à Rubria d'apaiser ses souffrances. Elle lui montre les cicatrices causées par les serpents. Rubria lui donne à boire. Ensuite, Asteria conseille aux chrétiens de s'enfuir, car Simon Mago est sur leur trace et veut leur sang. Puis elle disparaît à nouveau rapidement dans l'oliveraie.
Rubria pousse Fanuel à s'enfuir, mais il veut d'abord entendre la confession de leur péché mentionné au premier acte. Une fois de plus, la confession n'a pas lieu, car entre-temps, Simon et Gobrias se présentent en habits de mendiants et se font passer pour des aveugles. Rubria les avertit en vain : « Satan est ici ». Mais Fanuel reste impassible et obtient finalement la confession de son amour, qu'il considère comme le péché qu'elle n'a pas nommé.

Il se tourne ensuite vers les "mendiants" qui demandent la charité chrétienne. Il reconnaît Simon. Entre-temps, Gobrias s'est à nouveau éloigné. Simon se prosterne hypocritement devant Fanuel : lui seul peut le sauver grâce à sa magie chrétienne. Mais déjà, des gardes et des prétoriens surgissent de l'oliveraie. Simon désigne Fanuel : « C'est lui !  ».

Les chrétiens, accourent, s'emparent de Simon et exigent sa mort. Mais Fanuel le libère et demande à l'assemblée de se rendre aux gardes.

Tandis que Simon s'éloigne, Fanuel donne sa bénédiction aux chrétiens et se rend. Rubria s'approche de lui en pleurant, mais il refuse son baiser d'adieu. Il demande à l'assemblée de chanter des chants pieux (« Cantate a Dio - Priez Dieu »). Puis tout le monde - sauf Rubria - est emmené. Elle écoute encore plus longtemps les chants qui s'éloignent. Quand elle n'entend plus rien, elle tombe à genoux

### Acte IV

#### 1ertableau: L'oppidum duCircus Maximus[9]
Les "bleus" et les "verts" viennent de se livrer à une course de chars. On entend les cris de victoire des "Verts" et les jurons des "Bleus". Tigellino arrive, puis Simon le Magicien, suivi d'un centurion qui le surveille. Simon rencontre Gobrias qui sort de l'arène et lui crie à haute voix que les "Verts" ont gagné. Il l'informe à voix basse que tout est prêt et que les mèches sont posées. Il lui annonce ensuite qu'Asteria a échappé aux serpents, ce qui inquiète Simon. Comme elle le déteste, elle va le trahir. Gobias tente de le rassurer. Simon se fait expliquer le plan des jeux. Après les combats de gladiateurs, on doit présenter la pantomime de Dircé, dans laquelle les femmes chrétiennes doivent mourir, Fanuel doit être déchiqueté par des ours et à la fin, il y aura le "vol d'Icare", c'est-à-dire le vol de Simon. Gobrias souhaite encore à Simon : « Bonne chance ». Puis il disparaît. Simon s'éloigne également, suivi par le centurion.

Lorsque les gladiateurs entrent dans l'arène, des cris retentissent. La foule se presse dans l'oppidum. Une jeune fille andalouse danse. Néron et Tigellino arrivent. Tigellino explique qu'un complot est en cours. Les prêtres mettraient le feu à toute la ville pour sauver Simon avant qu'il ne puisse monter en haut de la tour pour s'envoler. Néron est au courant et impose le silence. Il se réjouit avec Tigellino (Ciò ch'io struggo - Ce que j'aspire). Lorsque les chrétiens sont conduits dans l'arène, une vestale, en réalité Rubria voilée, demande grâce pour eux. Découverte par Simon le Magicien, la jeune femme est condamnée avec les chrétiens, qui la saisissent et s'apprêtent à la jeter dans l'Arène.

Les cris de la foule retentissent alors, réclamant la pantomime de Dircé. Tigellino tente de convaincre Néron d'empêcher le bain de sang. Rome est en danger. Mais Néron refuse et met en avant les attentes de la foule.
Il fait emporter les gladiateurs morts et demande si les taureaux sont prêts ainsi que toutes les personnes qui doivent descendre dans l'arène. Il dit à Tigellino : « Malheur à toi si tu t'opposes à la conflagration qui m'arrange. Le monde est à moi. Avant Néron, personne ne savait ce que pouvait oser une personne qui gouverne ».

Puis la procession des femmes chrétiennes s'approche, Fanuel en tête. Les femmes sont déguisées en Dircé et doivent porter dans les mains des symboles païens. La foule se déchaîne. Simon et ses prêtres se moquent des chrétiens. Fanuel entonne le credo chrétien et les femmes se joignent à lui.

Une vestale voilée apparaît alors et le silence se fait. Elle s'approche de Fanuel, lui impose les mains pour le gracier. Néron se met en colère et ordonne de lui arracher son voile, ce que Simon fait volontiers. Rubria est reconnue. Lorsque Simon annonce qu'elle est chrétienne, les cris de la foule redoublent. Sur ordre de Néron, on enlève la couronne de vestale de la tête de Rubria et on lui arrache ses vêtements. Fanuel, qui veut la défendre, en est empêché.

Néron prononce alors un discours, invite à commencer le spectacle et la foule l'acclame. Sur un signe de Tigellino, quelques prétoriens traînent Simon à l'étage et Néron lui ordonne de s'envoler  (« E tu non voli? - Et tu ne voles pas ? »). En chemin, il rencontre Gobrias qui lui crie : « Vas-y ! N'aie pas peur ! ».

Simon se tourne vers Tigellino pour le sauver, mais celui-ci ordonne aux prétoriens de sortir leurs armes. Simon descend rapidement en courant, poursuivi par Tigellino, les prétoriens et la foule qui rit de façon moqueuse.
Soudain, on entend des cris provenant des voûtes inférieures et supérieures : « Au feu ! Fuyez ! Au secours ! ».  Gobrias prévient le peuple : « L'incendio è nelle fornici - Le feu est dans les arcades  ». La fumée pénètre dans l'oppidum qui, en un rien de temps, est envahi par la nuée et les flammes.

#### 2etableau: Le spoliaire[11]
Fanuel et Asteria, qui sont indemnes, partent à la recherche de Rubria, qui a été blessée. Parmi les morts, ils découvrent d'abord le corps de Simon le Magicien. Puis ils trouvent Rubria qui respire encore. Astéria voit peu d'espoir pour elle. Fanuel veut la porter au sommet, mais Asteria l'en empêche. En haut, tout est en feu et s'écroulera, de plus, s'il déplace Rubria, il la tuera. Pendant ce temps, elle monte les escaliers à la recherche d'une issue.

Rubria se réveille et reconnaît Fanuel qui essaie de la rassurer. Elle sait qu'elle va mourir et lui avoue une nouvelle fois son amour. Maintenant, elle confesse aussi son péché, dont elle a parlé déjà au premier acte : elle a servi deux dieux. Dans le jardin où se réunissaient les chrétiens, elle aurait également entretenu un petit temple de Vesta. Fanuel la bénit et l'appelle maintenant son épouse. Elle lui prend la main et lui demande de lui raconter l'histoire du lac de Galilée. Elle meurt.

Astéria revient. Elle a découvert une issue encore libre. Fanuel prend congé de la défunte Rubria et disparaît dans la sortie. Asteria est elle aussi profondément touchée et qualifie Rubria de martyre. L'acte se termine par son exclamation : « Pace ! Pace ! Pace ! ».  Le toit du spoliaire s'effondre.

## Discographie
- 1924-1925 : Ines Lombardi, soprano; Rina Agozzino, mezzo-soprano; Aureliano Pertile, Salvatore Pollicino, tenors; Mariano Stabile, baritone; Marcel Journet, G. (i.e. Fabio) Ronchi, basses; with orchestra (OCLC 855934278)
- 1925? : Ernesto Badini, baritone with orchestra (1st work) ; Lina Lanza, mezzo-soprano with orchestra (2nd work) (OCLC 698392734)
- 1957 (live) : Franco Capuana (dir) ; Orchestra e Coro del Teatro San Carlo  ; Picchi, Mirto [Nero]. De Cavalieri, Anna [Asteria]. Petri, Mario [Simon Magus]. Guelfi, Giangiacomo [Phanuel]. Lazzarini, Adriana [Rubria]. Mazzoli, Ferruccio [Tigellinus]. De Palma, Piero [Grobias]. Clabassi, Plinio [Dositeus]. Di Stasio, Anna [Persida](OCLC 1183761169)
- 1975 (live) : Gianandrea Gavazzeni (dir), Bruno Prevedi (Nerone); Agostino Ferrin (Simon Mago; Dositèo); Alessandro Cassis (Fanuèl); Ilva Ligabue (Asteria); Ruza Baldani (Rubria); Orchestra sinfonica e Coro di Torino della RAI (enregistrement live) (OCLC 137245360)
- 1983 : Eve Queler (dir), János B. Nagy, József Dene, Lajos Miller, Ilona Tokody, Klára Takács, Jószef Gregor, Péter Korcsmáros, Pál Kovács, Mária Takács, Tamara Takács (Singst) ; Hungarian Radio and Television Chorus ; Hungarian State Opera Orchestra (OCLC 940234964)
- Nerone. Ecco il magico specchio ; Vivete in pace, Enrico Molinari, baritono (OCLC 34452828)

### Liens connexes
- Dircé chrétienne dans le cirque de Néron